# Martin Hanselmann
Martin Hanselmann (Rothenburg ob der Tauber, 12 maggio 1963) è un ex giocatore di football americano e allenatore di football americano tedesco, che ha giocato come wide receiver.
Dopo aver giocato per i Franken Knights avvia una carriera da allenatore.
Suo figlio Dominic è stato 3 volte campione di Germania e membro della nazionale tedesca.

## Palmarès
- 1 World Games (2005)
- 1 Europeo (2001)
- 1 Siverbowl (Franken Knights: 1985)